# 田口仙年堂
田口 仙年堂（たぐち せんねんどう）は、日本のライトノベル作家。千葉県出身。
2003年、デビュー作『吉永さん家のガーゴイル』で第5回エンターブレインえんため大賞受賞。同作は翌年ファミ通文庫より出版され、2006年にはアニメ化された。

## 作品リスト

### 単行本

#### ファミ通文庫
- 『吉永さん家のガーゴイル』（イラスト：日向悠二、2004年2月 - 2008年8月、全15巻+5巻、第1巻が角川つばさ文庫に収録）
- 『コッペとBB団』（イラスト：はしもとしん、2005年8月 - 2008年3月、全3巻）
- 『ガーゴイルおるたなてぃぶ』（イラスト：日向悠二、2006年8月 - 2009年1月、全5巻）
- 『魔王城』（イラスト：朝未（1-2巻）、鉄雄（3-5巻）、2008年12月 - 2010年7月、全5巻）
- 『Zぼーいず／ぷりんせす』（イラスト：るご、2011年2月 - 2011年9月、全3巻）
- 『猿渡さん家のラグナロク』（イラスト：日向悠二、2015年7月、全1巻）
- 『サウザンドメモリーズ　天駆ける鳳、極光の桜』（原作：Akatsuki、イラスト：NOCO、2018年3月、全1巻）
- 『サウザンドメモリーズ　夢幻の果て、九頭の蛇』（原作：Akatsuki、イラスト：風間雷太、2018年8月、全1巻）
- 『サウザンドメモリーズ　最後の伝説、女王の円卓』（原作：Akatsuki、イラスト：緋原ヨウ、2018年11月、全1巻）
- 『この先、絆があるぞ』（イラスト：lack、2024年5月 - 、既刊1巻）

#### 富士見ファンタジア文庫
- 『本日の騎士ミロク』（イラスト：高階@聖人、2009年4月 - 2013年10月、全10巻+1巻）※短編集のみ電子書籍
- 『デーゲンメイデン』（イラスト：柴乃櫂人、2012年6月 - 2013年7月、全4巻+1巻）※短編集のみ電子書籍
- 『ご覧の勇者の提供でお送りします』（イラスト：しらび、2014年3月 - 2014年7月、全2巻）
- 『はみ出し妖精旅団征戦記』（イラスト：パルプピロシ、2015年12月 -2016年5月、全2巻）
- 『異世界取材記 ～ライトノベルができるまで～』（イラスト：東西、2017年3月、全1巻）

#### 角川スニーカー文庫
- 『七星降霊学園のアクマ』（イラスト：夕仁、2012年7月 - 2014年2月、全6巻）
- 『100%の黒衣配達人』（イラスト：キヌガサ雄一、2014年11月、全1巻）
- 『レンタル武器屋アリーチェ』（イラスト：戸部淑、2015年9月 - 2016年1月、全2巻）

#### ダッシュエックス文庫
- 『RPG ロールプレイング・ギャングスター』（イラスト：夕薙、2015年12月、全1巻）

#### ドワンゴ
- 『きみがVTuberになるまで』（イラスト：モフ、2020年7月、全1巻）※電子書籍

### 参加アンソロジー
- 『吉永さん家のガーゴイル アニメすぺしゃる』（ファミ通文庫、イラスト：日向悠二）

2006年10月 ISBN 4-7577-3003-9
- 『コラボアンソロジー』（ファミ通文庫） 
  1. 「狂乱家族日記」 2008年8月 ISBN 978-4-7577-4372-4
  2. 「“文学少女”はガーゴイルとバカの階段を昇る」 2008年10月　ISBN 978-4-7577-4484-4
  3. 「まじしゃんず・あかでみぃ」 2009年1月 ISBN 978-4-7577-4581-0
- 『ファイナルファンタジーXI アンソロジー短編集』（ファミ通文庫）

みんなで大冒険!! 2009年1月 ISBN 978-4-7577-4586-5
- 『部活アンソロジー』（ファミ通文庫）

2「春」 2013年8月 ISBN 978-4-0472-9095-2
- 『S WHITE スニーカー文庫25周年記念アンソロジー』（角川スニーカー文庫）

2013年8月 ISBN 978-4-04-100864-5
- 『フラワーナイトガール エピソードコレクション』（ファミ通文庫）
  1. 2016年7月 ISBN 978-4-04-734221-7
  2. 2017年2月 ISBN 978-4-04-734493-8
- 『ショートストーリーズ 僕とキミの15センチ』（ファミ通文庫）

2017年10月 ISBN 978-4-04-734747-2
- 『アメノセイ～ if stories ～』（ドワンゴ）

1　2020年4月　※電子書籍

### コミック原作
- 『吉永さん家のガーゴイル』（エンターブレイン、作画：玉岡かがり）

2006年4月 ISBN 4-7577-2690-2
- 『吉永さん家のガーゴイル ハッピー&ハートフル』（エンターブレイン、作画：玉岡かがり）

2008年2月 ISBN 978-4-7577-4073-0
- 『デーゲンメイデン』（富士見書房、作画：たかの雅治）

2013年7月 ISBN 978-4-0471-2884-2

### ゲームシナリオ
- 『フラワーナイトガール』（YourGames/DMM.com OVERRIDE）※一部シナリオ
- 『ガールズシンフォニーシリーズ』（YourGames/DMM.com OVERRIDE）※一部シナリオ[2]